# Mr. Bungle (album)
Mr. Bungle è l'album di debutto del gruppo musicale statunitense Mr. Bungle, pubblicato il 13 agosto 1991 dalla Warner Bros. Records.

## Descrizione
L'album è caratterizzato da frequenti e studiati cambi di genere nel corso di un'unica canzone, caratteristica che rimarrà impressa nei futuri lavori musicali della band.
In alcuni brani sono presenti delle campionature, rigorosamente scelte da Mike Patton da diverse fonti, da film e videogiochi.
La prima traccia, Quote Unquote, ironizza sulla figura di John Travolta, tant'è che era originariamente intitolata Travolta. Dopo un sollecito della stessa casa discografica, i Mr. Bungle decisero per uno strategico cambio di nome, intitolandola come una biografia non autorizzata di Travolta scritta da un suo fan.
Gli artwork presenti nel booklet del disco sono liberamente ispirati a quelli del libro Beautiful Stories for Ugly Children: A Cotton Candy Autopsy, scritto da Dave Luapre e da Dan Sweetman.

## Tracce
1. Quote Unquote – 6:56
2. Slowly Growing Deaf – 6:59
3. Squeeze Me Macaroni – 5:38
4. Carousel – 5:13
5. Egg – 10:38
6. Stubb (a Dub) – 7:19
7. My Ass Is on Fire – 7:47
8. The Girls of Porn – 6:42
9. Love Is a Fist – 6:01
10. Dead Goon – 10:02

## Formazione

### Gruppo
- Mike Patton - voce
- Trey Spruance - chitarra
- Trevor Dunn - basso
- Clinton "Bär" McKinnon - sassofono
- Theo Lengyel - sassofono, tastiera
- Danny Heifetz - batteria

### Altri musicisti
- John Zorn - sassofono